# Morbid
Morbid est un groupe de black et death metal suédois, originaire de Stockholm.

## Biographie
Le groupe est initialement formé en 1985 à Stockholm sous le nom de Spacegoat, puis change de nom un an plus tard, à la fin de 1986, pour celui de Morbid,. Le groupe est formé par Per Yngve Ohlin, qui sera plus tard connu pour avoir été le chanteur du groupe de black metal norvégien Mayhem. Il recrute John Lennart Hagström, et TG aux guitares, Jens Näsström à la basse et Lars-Göran Petrov à la batterie.
Leur première démo, December Moon, est enregistrée aux Thunderload Studios de Stockholm les 5 et 6 décembre 1987. Il s'agit de la seule production enregistrée avec cette formation. Hagström quittera le groupe et Per Yngve Ohlin rejoindra Mayhem. Il est alors remplacé par John Scarisbrick. En 1988 sort leur démo Last Supper. Il s'agit des deux seules productions officielles du groupe. Cependant, le groupe dispose d'une assez grande notoriété parmi les fans de metal underground, probablement en raison des actes que Per Yngve Ohlin commettra par la suite. Le groupe se sépare cette même année, bien que plusieurs productions non officielles paraitront régulièrement depuis 1988.
Le 7 janvier 2023, Morbid donne un concert à Stockholm, au Klub Fredagsmangel, pour célébrer les 35 ans de December Moon. La soirée est organisée par Anders Ohlin, frère de Per Yngve Ohlin ; son autre frère, Daniel Ohlin, occupe le poste de chanteur, et en invité Erik Danielsson, le chanteur du groupe de black metal suédois Watain assure la batterie.

## Membres

### Derniers membres
- Dr. Schitz – basse (1986–1988)[1]
- Drutten – batterie (1987-1988)[1]
- Napoleon Pukes – guitare (1987-1988)[1]
- Zoran Jovanovic – guitare (1988)[1]
- Johan Scarisbrick – chant (1988)[1]

### Anciens membres
- Slator – basse (1985-1986)[1]
- Sandro Cajander – batterie (1985-1986)[1]
- Gehenna – guitare (1985-1988)[1]
- Per « Dead » Ohlin – chant (1985-1988 ; décédé en 1991)[1]
- Klacke – guitare (1986-1987)[1]
- TG – guitare (1987)[1]

## Discographie
- 1987 : Live from the Past (cassette audio)
- 1987 : Dark Execution (cassette audio)
- 1987 : December Moon (démo)
- 1988 : Last Supper (démo)
- 1994 : December Moon (album studio)
- 2001 : Death Execution III (7")
- 2002 : Live in Stockholm (album live)
- 2010 : Ancient Morbidity (12"-EP, accompagnement du fanzine Slayer)
- 2011 : Year of the Goat (compilation)